# Museo storico dei vigili del fuoco di Milano
Il Museo storico dei vigili del fuoco di Milano raccoglie cimeli, automezzi, attrezzature, divise, documenti che raccontano duecento anni di storia del 52º corpo dei vigili del fuoco di Milano. 

## Storia
Il museo fu fondato dal comandante Ugo Penné nel 1912 in occasione del centenario del Corpo. Il museo superò indenne i bombardamenti del 1943 e le pompe a vapore, trainate dai cavalli, furono riportate in servizio per estinguere gli incendi causati dagli spezzoni incendiari sganciati dai bombardieri nemici.
La struttura che accoglie il museo, rinnovata nel 1998, ospita fra i cimeli più importanti un'autopompa Isotta Fraschini risalente agli anni trenta e la vettura da incendio Bianchi S9, insieme a tutte le uniformi e i dispositivi utilizzati dal corpo, a partire dal periodo napoleonico fino ai giorni attuali.